# Ommatius aegyptius
Ommatius aegyptius är en tvåvingeart som beskrevs av Efflatoun 1934. Ommatius aegyptius ingår i släktet Ommatius och familjen rovflugor. Inga underarter finns listade i Catalogue of Life.